# Pharsalia clara
Pharsalia clara är en skalbaggsart som beskrevs av Stefan von Breuning 1940. Pharsalia clara ingår i släktet Pharsalia och familjen långhorningar. Inga underarter finns listade i Catalogue of Life.